# Esparbec
Esparbec, nom de plume de Georges Pailler, né le 12 mars 1933 à Paris et mort le 6 juillet 2020 dans la même ville, est un écrivain pornographique français.

## Biographie
Esparbec est l'auteur d'une centaine de romans de gare sous le label Media 1000 et de 11 romans pornographiques aux éditions La Musardine. Il a aussi utilisé d'autres pseudonymes comme John Jensen, Victoria Queen, Georges Péridol.
Il est considéré par Jean-Jacques Pauvert et Georges Wolinski comme le plus grand écrivain pornographique français.
Esparbec meurt le 6 juillet 2020, à l'âge de 87 ans.